# Parc national de Tadoba
Le parc national de Tadoba (Tadoba National Park en anglais et ताडोबा राष्ट्रीय उद्यान en marathe) est situé dans l'État du Maharashtra en Inde. La réserve est célèbre pour avoir une des concentrations de tigre du Bengale les plus élevées au monde, une caractéristique qui a rendu le parc national très célèbre en Inde et en a fait une destination écotouristique importante au niveau du pays.